# Gosia Andrzejewicz (album)
Gosia Andrzejewicz – debiutancki album Gosi Andrzejewicz, wydany w 2004 roku, reedytowany w 2006 roku jako Gosia Andrzejewicz Plus.

## O albumie
Większość tekstów na albumie jest autorstwa Gosi Andrzejewicz i Alicji Maciejowskiej, natomiast tekst do utworu anglojęzycznego napisała Chwee Sze Foong, amerykańska tekściarka pochodzenia chińskiego. Produkcją zajęli się bracia Adam i Artur Kamińscy, a także Goffredo Orlandi – włoski kompozytor pracujący wcześniej między innymi z Laurą Pausini. Nagrania odbywały się w studio Fabryka Dźwiękuff w Katowicach oraz w studio Gorland we Florencji. Mastering utworów został wykonany przez Jacka Gawłowskiego w Studio MasterLab w Warszawie.
Oryginalnie płyta została wydana niezależnie tzw. "własnym sumptem". Po podpisaniu przez piosenkarkę kontraktu z wytwórnią My Music, 10 kwietnia 2006 roku ukazało się wznowienie płyty, zatytułowane Gosia Andrzejewicz Plus. Do albumu została dołączona druga płyta CD, na której znalazły się nowe utwory wokalistki, wersje instrumentalne i a cappella przygotowane z myślą o DJ-ach, a także materiał multimedialny. Krążek promowały m.in. utwory "Nieśmiały chłopak", "Słowa" i "Miłość", a po wydaniu reedycji także "Pozwól żyć" oraz ponownie "Słowa".
Gosia Andrzejewicz Plus weszła na listę sprzedaży OLiS, docierając do 14. pozycji i utrzymując się na niej przez 23 tygodnie. Ostatecznie za sprzedaż 25 tysięcy kopii osiągnęła status złotej, które to wyróżnienie Gosia otrzymała 20 listopada w poznańskim klubie Tuba. Płyta uplasowała się też w pierwszej dziesiątce najlepiej sprzedających się polskich albumów w 2006 roku.

## Lista utworów
| 1. "Wielbicielka" — 3:19 2. "Słowa" — 3:16 3. "Miłość" — 3:32 4. "Nieśmiały chłopak" — 3:36 5. "Trudny wybór" — 3:22 6. "Cud" — 3:10 7. "Nigdy już" — 3:06 8. "Koci czar" — 3:07 9. "Tęsknota" — 3:21 10. "Sen" — 3:12 11. "Mów do mnie jeszcze" — 3:18 12. "Kiedy kochasz" — 3:37 13. "How Can I?" — 3:56 | 1. "Intro" 2. "Pozwól żyć" 3. "Niebezpieczna gra" 4. "Daj coś od siebie" (feat. 2-12 & St0ne) 5. "I Don't Want" 6. "Dangerous Game" 7. "Words" 8. "The Best Thing" 9. "What Cha Really Wanna?" 10. "Pozwól żyć" (St0ne Remix) 11. "Słowa" - Instrumental 12. "Miłość" - Instrumental 13. "Pozwól żyć" - Instrumental 14. "Nieśmiały chłopak" - Instrumental 15. "Słowa" - Accapella 16. "Miłość" - Accapella 17. "Pozwól żyć" - Accapella 18. "Nieśmiały chłopak" - Accapella 19. "Pozwól żyć" - Teledysk 20. "Dangerous Game" - Występ z preselekcji eurowizyjnych z Mińska |

## Pozycja na liście sprzedaży
| Kraj   | Lista sprzedaży (2006)    | Najwyższa pozycja |
| ------ | ------------------------- | ----------------- |
| Polska | Oficjalna Lista Sprzedaży | 14                |